# 大分マリーンパレス水族館

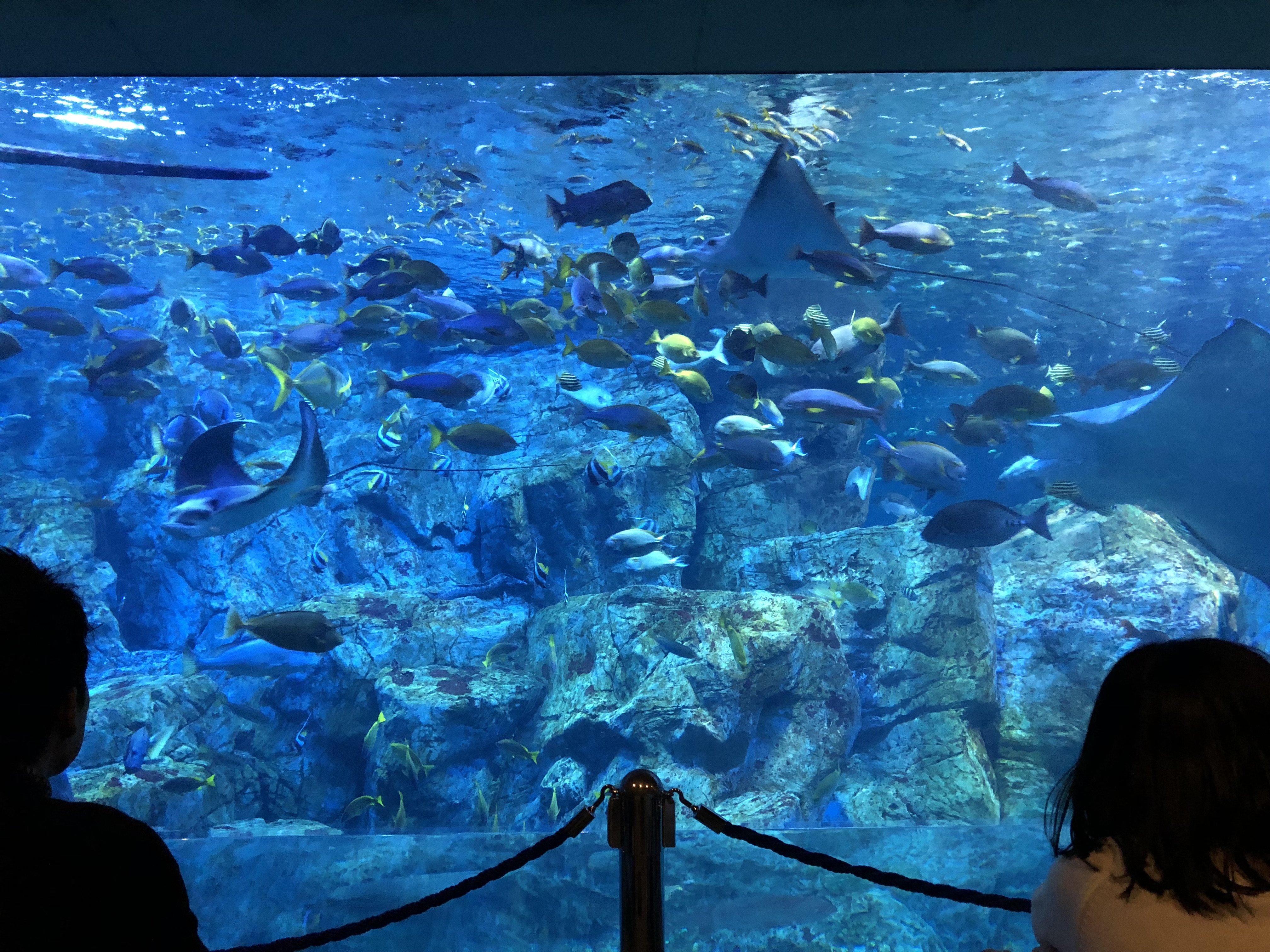
大回遊水槽

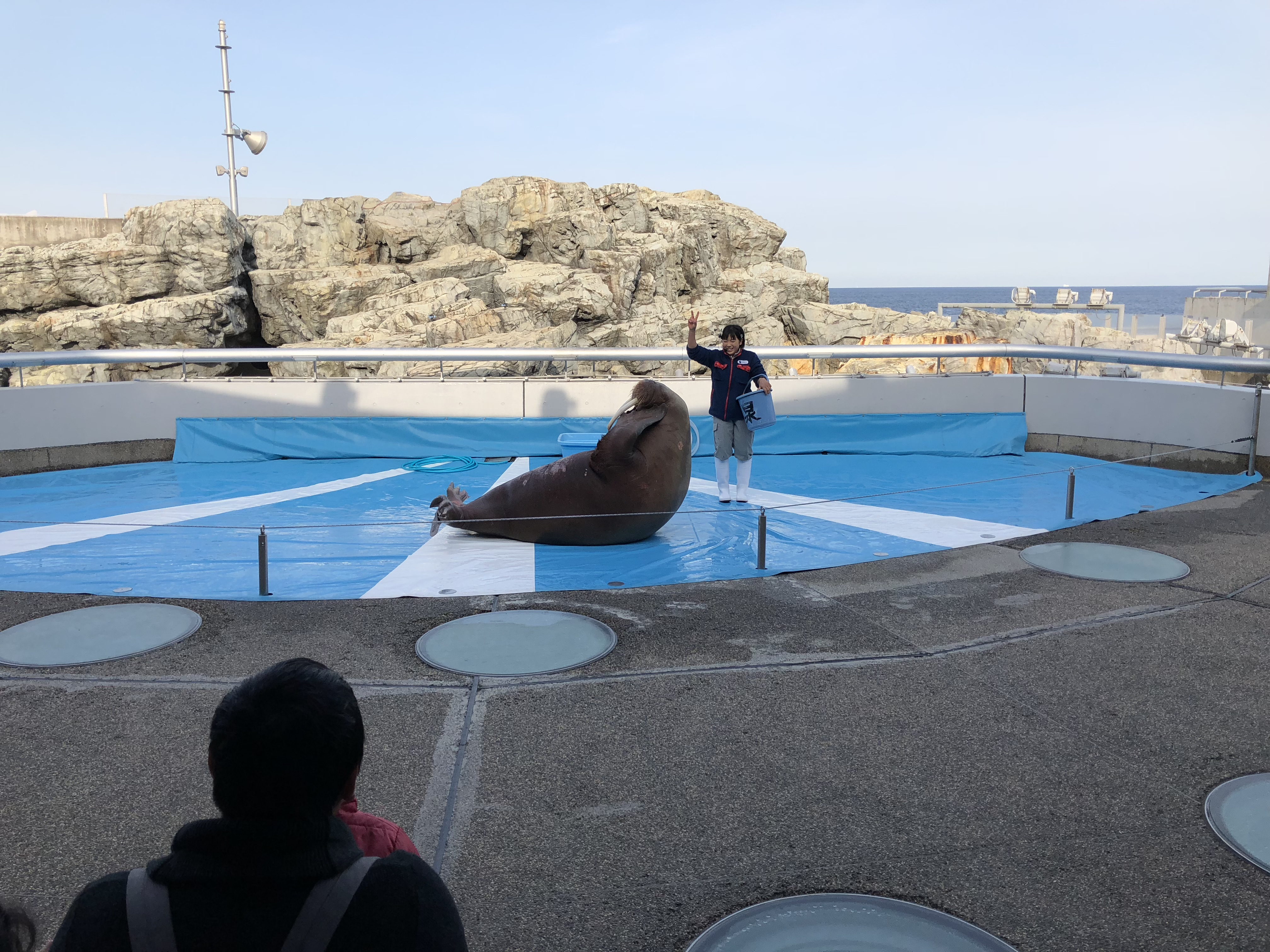
セイウチのショー、目玉の腹筋運動

大分マリーンパレス水族館（おおいたマリーンパレスすいぞくかん）は、大分県大分市の高崎山下海岸にある水族館である。通称は、うみたまご。
1964年に大分生態水族館マリーンパレス（おおいたせいたいすいぞくかんマリーンパレス）として開館。2004年4月1日にリニューアル開業して、大分マリーンパレス水族館「うみたまご」となった。

## 概要
旧「大分生態水族館マリーンパレス」が、およそ3倍に規模を拡張してリニューアル開業した水族館で、約500種、15,000点を展示している。別府湾に面した国道10号大分 - 別府間（別大国道）沿いの、別府市との市境まで約1.8kmの位置にある。国道10号及び日豊本線を挟んで高崎山自然動物園と隣接しており、横断歩道橋で行き来が可能である。

## 評価
2013年にトリップアドバイザーが発表した「行ってよかった 動物園&水族館ランキング 2013」の水族館部門で6位に選ばれている。また、「日経トレンディ」2005年7月号の「動物テーマパークランキング（水族館部門）」では全国第2位に選定された。2015年の「ゴールデンウイーク観光動向調査」における、県内観光施設入場者数で第1位となった。
セイウチが腹筋をするCMなどで、2005年に「第44回福岡広告協会賞」の金賞を受賞している。

## 歴史

### 大分生態水族館マリーンパレス

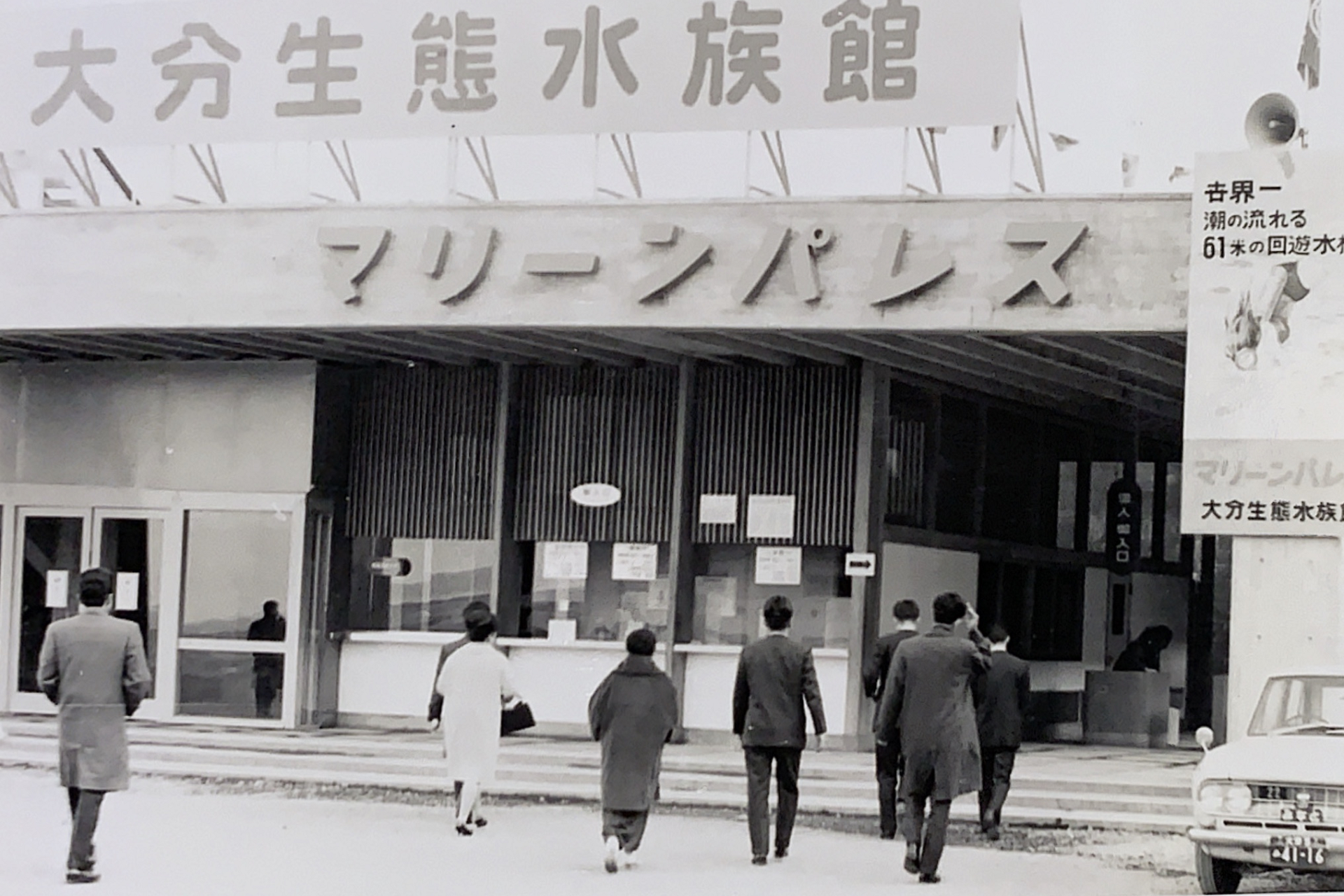
大分生態水族館マリーンパレス（1960年代）

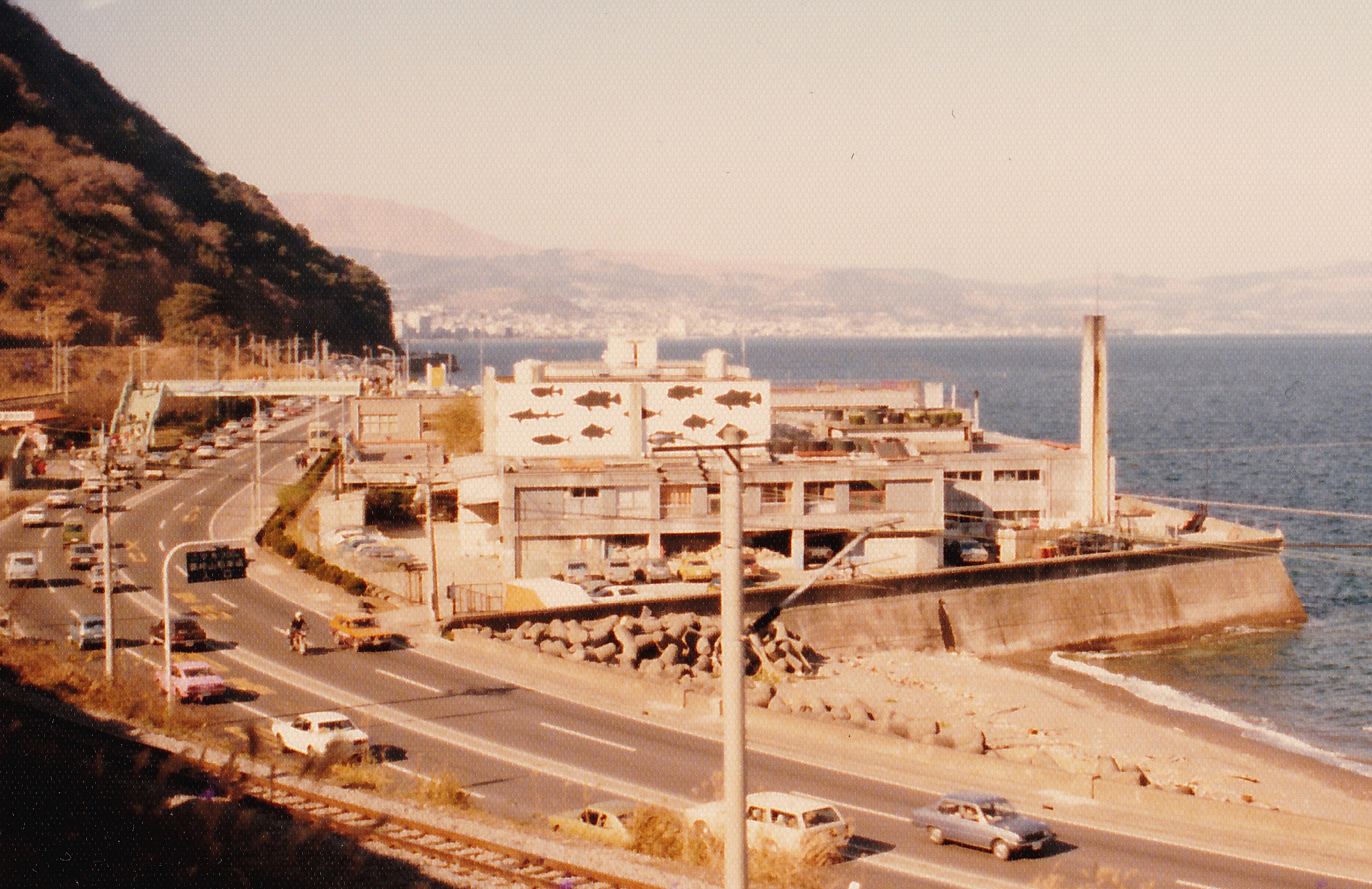
日豊本線から見たマリーンパレス（1978年）

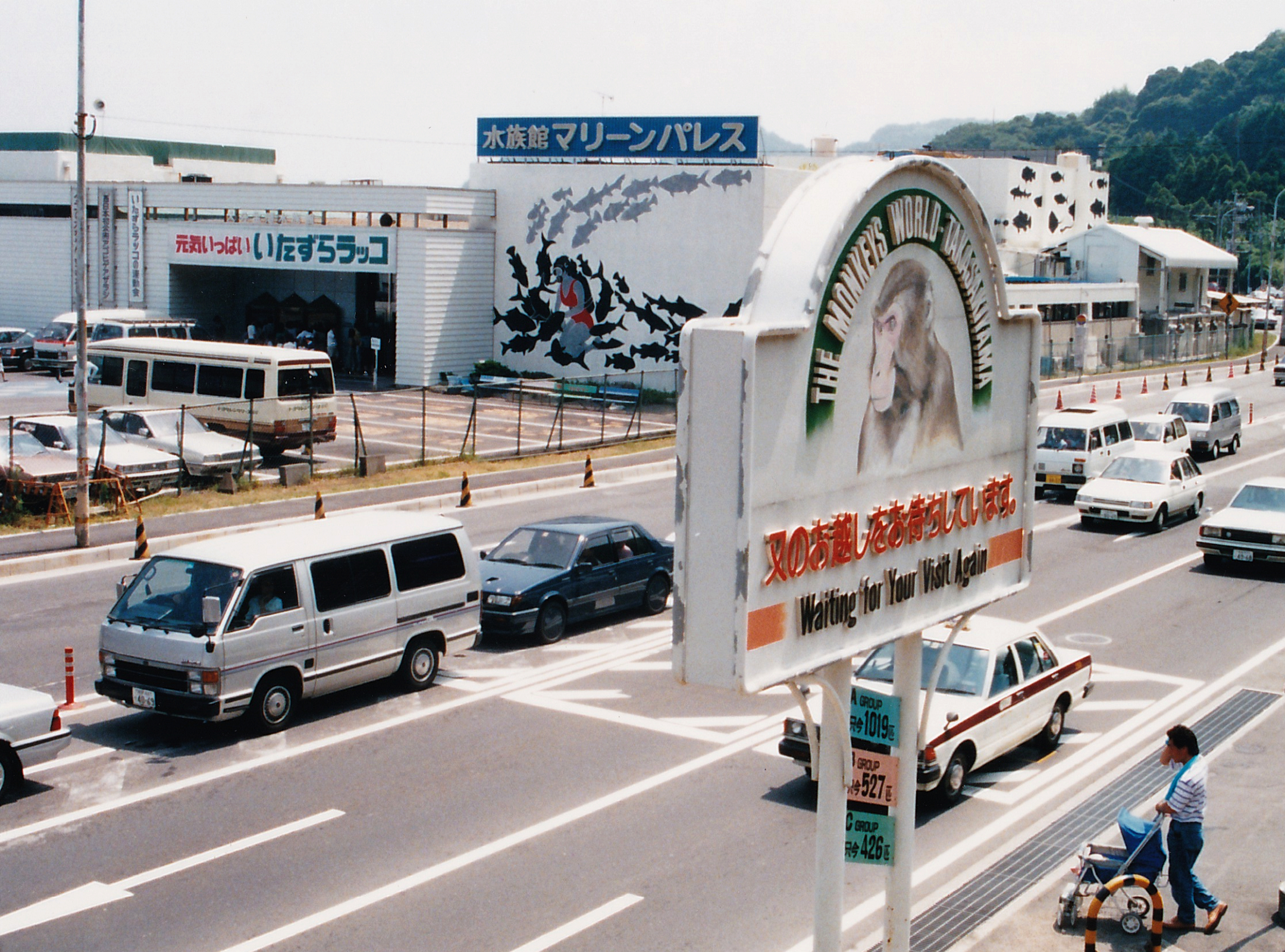
ラッコショー一般公開（1990年8月）

旧マリーンパレスは、高崎山自然動物園を手がけた元大分市長上田保の立案によるものである。世界初の潮流式回遊水槽を実現するなどした水族館で、開館から7年間、日本国内で入場者数が1番多い水族館であった。また、開業以来研究部を設けて学術研究も行っている。別大国道の拡幅工事にともなって旧館は取り壊され、歩道および道路となった。
- 1964年
  - 3月 - 株式会社大分生態水族館設立[8]。
  - 10月 - 大分生態水族館マリーンパレス開館。
- 1965年8月 - 海女による魚の餌付けを開始。
- 1966年
  - 7月 - 実験コーナー開設。世界初の魚の曲芸を実現。
  - 9月 - 皇太子・皇太子妃が来館。
  - 10月 - 昭和天皇・香淳皇后が来館。
- 1967年
  - 5月 - 年間入場者数100万人突破。全国第1位を記録。
  - 10月 - 視覚障害者のための「耳と手で見る魚の国」開設。
- 1968年12月 - ジュゴン公開。
- 1971年10月 - 「株式会社大分生態水族館」から「株式会社マリーンパレス」へ社名変更。
- 1981年
  - 5月 - タッチプール完成。
  - 7月 - 博物館相当施設に指定。
- 1990年8月 - 日本初のラッコショーを一般公開。
- 1995年9月 - 世界初のジンベエザメの稚魚を飼育開始。「ジジ」と名付け一般公開。
- 2003年12月1日 - リニューアルのため閉館。

### 大分マリーンパレス水族館「うみたまご」
- 2002年4月 - 起工。
- 2004年
  - 4月1日 - リニューアル開業するとともに、名称を大分マリーンパレス水族館「うみたまご」に変更。
  - 11月 - リニューアル後の通算入館者数100万人を達成
- 2005年10月23日 - 通算入館者数200万人を達成。
- 2009年
  - 5月4日 - 通算入館者数500万人を達成[9]。
  - 8月4日 - 当館が監修したWiiウェア『SEAFARM～イルカとわたしのショータイム～』配信開始[10][11]。
- 2015年
  - 4月18日 - 新施設「あそびーち」オープン[12]。
  - 10月17日 - 通算入館者数1,000万人を達成[13]
- 2021年
  - 1月22日 - 日向灘で発生したM6.6の地震により、駐車場で地割れが確認された[14]。

## 交通
- 大分市大分駅、別府市別府駅・別府北浜等から大分交通のバスで「高崎山自然動物園前」停留所下車[15]。
- 国道10号を挟んですぐ近くを日豊本線が通っているが駅は設置されていない。最寄り駅は東別府駅であり、徒歩で15分程度。